# Saint-Didier-sur-Doulon

Saint-Didier-sur-Doulon este o comună în departamentul Haute-Loire, Franța. În 2009 avea o populație de 213 de locuitori.